# Helenín
Helenín je osada, tvořící evidenční část krajského města Jihlava. Leží ve stejnojmenném katastrálním území, 2 km východně od centra města. Roku 2010 zde žilo 447 obyvatel. Část obce vznikla k 22. říjnu 2018 poté, co zastupitelstvo města Jihlavy schválilo v červnu 2018 zřízení nové části obce.
Z občanské vybavenosti se v Heleníně nachází poštovní úřad, Střední uměleckoprůmyslová škola, mateřská škola a hostinec U Kačaby. Osada se rozprostírá v údolí řeky Jihlavy a je tvořena dvěma částmi: blokem činžovních domů a areálem bývalé textilní továrny (dnes textilní školy) při řece Jihlavě a samotnou osadou z rodinných a řadových domků výše na kopci. V současnosti zde probíhá čilý stavební ruch a v dohledné době se plánuje spojení Helenína s vlastní Jihlavou zástavbou rodinných domků.

## Historie
Roku 1856 vystavěl jihlavský židovský podnikatel V. J. Morawitz na místě tehdejšího Zlatého mlýna textilní továrnu, která se během prvních dvaceti let značně rozvíjela. V 70. letech 19. století továrna zaměstnávala až 1 500 lidí. V roce 1864 vedení podniku rozhodlo o výstavbě čtrnácti domků pro zaměstnance v sousedství továrny. V následujících letech zde vyrostla dělnická kolonie, která se stala jádrem dnešní osady. Původní lidové názvy zněly: Schmaldorf, Helenenthal a Helenov. Roku 1888 dostala osada oficiální název Kolonie Františka Josefa I., který byl užíván do roku 1918. Ve 20. letech 20. století osada úředně získala jméno Helenín.
V noci z 10. na 11. dubna 1945 byl partyzány z Jermaku vyhozen do povětří místní železniční most trati Brno-Jihlava, po kterém právě projížděl vojenský vlak. Podle historika Jiřího Vybíhala se jednalo o jednu z největších diverzních akcí partyzánů na území protektorátu. Zahynulo 65 německých vojáků a 115 bylo zraněno. Trať nebyla až do konce války opravena. Po skončení války byl v prostorách textilní továrny krátce umístěn internační tábor pro jihlavské Němce, roku 1948 zde byla zřízena textilní škola (nyní Uměleckoprůmyslová škola), která tu působí dodnes.

## Obyvatelstvo
Podle sčítání 1930 zde žilo v 51 domech 367 obyvatel. 277 obyvatel se hlásilo k československé národnosti a 84 k německé. Žilo zde 307 římských katolíků, 12 evangelíků a 44 příslušníků Církve československé husitské.